# Seznam uměleckých realizací ve veřejném prostoru v Bubenči
Seznam uměleckých realizací v Bubenči v Praze 6 a 7 obsahuje tvorbu výtvarných umělců umístěnou ve veřejném prostoru v katastrálním území Bubeneč. Seznam je řazen podle ulic a nemusí být úplný.

## Seznam uměleckých realizací
| Název                                                                 | Fotografie                                                                        | Lokace                                                        | Autor                                                | Rok       | Popis                                    | Poznámka |
| --------------------------------------------------------------------- | --------------------------------------------------------------------------------- | ------------------------------------------------------------- | ---------------------------------------------------- | --------- | ---------------------------------------- | --- |
| Zábrana a zábradlí lávky přes Vltavu v Troji (†)                      |                                                                                   | Císařský ostrov 50°6′40,41″ s. š., 14°25′4,26″ v. d.          | Miloslav Buřival (*1930)                             | 1984      | zábradlí                                 | volný prostor |
| Ženská torza                                                          | Kategorie „Ženy (Josef Klimeš)“ na Wikimedia Commons                              | Chittussiho 1108/1a 50°6′25,4″ s. š., 14°24′3,81″ v. d.       | Josef Klimeš (1928–2018) Karel Mráz (1947–2007)      | 1988      | socha; mramor, bronz                     | zahrada |
| Pomník Ivana Stěpanoviče Koněva (†)                                   | Kategorie „Konev Monument in Bubeneč“ na Wikimedia Commons                        | náměstí Interbrigády 50°6′21,44″ s. š., 14°23′42,97″ v. d.    | Zdeněk Krybus (1923–2007)                            | 1980      | pomník, bronz                            | přemístěno do depozitáře 04/2020 |
| Pomník Simóna Bolívara                                                |                                                                                   |                                                               |                                                      |           |                                          | |
| Keramický reliéf pro dvoranu České státní spořitelny (†)              |                                                                                   | Korunovační 310/2 50°6′5,8″ s. š., 14°25′4,11″ v. d.          | Bedřich Kloužek (1920–1995)                          | 1980      | reliéf, keramika                         | interiér |
| Mladý život                                                           | Kategorie „Milenci (Eva Krsková)“ na Wikimedia Commons                            | Královská obora 50°6′21,67″ s. š., 14°25′0,79″ v. d.          | Eva Krsková (*1933)                                  | 1961      | socha, šedý vápenec                      | mezi rybníky před Šlechtovou restaurací socha muže poškozena před rokem 2012, roku 2015 opraveno a přemístěno                                        |
| Sedící žena                                                           |                                                                                   | Královská obora 50°6′22,52″ s. š., 14°24′47,21″ v. d.         | Petr Šturma (1930–1995)                              | 1967      | socha, beton                             | pro Sibiřské náměstí; 1990 odstraněno, 2019 umístěno ve Stromovce                                                                                    |
| Stojící hoch                                                          | Kategorie „Stojící hoch (Karel Dvořák)“ na Wikimedia Commons                      | Královská obora 50°6′15,49″ s. š., 14°24′49,73″ v. d.         | Karel Dvořák (1893–1950)                             | 1930      | socha, bronz                             | u Místodržitelského letohrádku |
| Brankář - fotbalový stadion Sparta                                    |                                                                                   | Milady Horákové 1066/98 50°5′58″ s. š., 14°24′53,05″ v. d.    | Zdeněk Němeček (1931–1989)                           | 1971      | socha, bronz                             | Fotbalový stadion Sparta |
| Plastika pro fotbalový stadion Sparta (†)                             |                                                                                   | Milady Horákové 1066/98 50°5′59,15″ s. š., 14°24′54,16″ v. d. | Jiří Novák (1920–2010) Vladimír Janoušek (1922–1986) | 1967      | socha, kov                               | Fotbalový stadion Sparta zničeno po roce 1990 |
| Dětské prolézačky                                                     | Kategorie „Dětské hřiště Kaštánek“ na Wikimedia Commons                           | Nad Královskou oborou 50°6′10,71″ s. š., 14°25′17,03″ v. d.   | Olbram Zoubek (1926–2017) Eva Kmentová (1928–1980)   | 1961      | herní prvek, beton                       | Stromovka Dětské hřiště Kaštánek |
| Sputnik (†)                                                           | Kategorie „Sputnik (Zdeněk Němeček)“ na Wikimedia Commons                         | Nad Královskou oborou 50°6′11,94″ s. š., 14°25′7,26″ v. d.    | Zdeněk Němeček (1931–1989)                           | 1960      | herní prvek; beton, sklolaminát          | přemístěno na soukromý pozemek v Praze na Babě (viz obrázek)                                                                                         |
| Podíl mládeže na rozvíjení internacionalismu a světového míru         | Kategorie „Mládí pro mír (Jiří Kryštůfek)“ na Wikimedia Commons                   | Sibiřské náměstí 50°6′16,35″ s. š., 14°24′22,73″ v. d.        | Jiří Kryštůfek (1932–2014)                           | 1981      | socha, vápenec                           | exteriér |
| Prameny - kašna na Sibiřském náměstí (†)                              |                                                                                   | Sibiřské náměstí 50°6′17,28″ s. š., 14°24′19,5″ v. d.         | Karel Hladík (1912–1967) Jan Hejtman (*1932)         | 1973–1974 | fontána, bronz                           | dva bazény; v horním umístěny tři hranoly s bronzovými reliéfy na stěnách. Dvě plastiky zcizeny, zcizení třetí zabráněno. Kašna odstraněna 2009–2010 |
| Památník letců                                                        | Kategorie „Památník padlým československým letcům (Bubeneč)“ na Wikimedia Commons | náměstí Svobody 50°6′3,34″ s. š., 14°23′58,73″ v. d.          | František Bělský (1921–2000)                         | 1995      | žula, svařovaný kov                      | odhaleno 12. května |
| Mír                                                                   | Kategorie „Mír (Karel Hladík)“ na Wikimedia Commons                               | náměstí Svobody 50°6′3,55″ s. š., 14°24′0,33″ v. d.           | Karel Hladík (1912–1967)                             | 1958      | socha, pískovec                          | Kulturní památka rejst. číslo 40434/1-1449 |
| Dívka s holubicí (Žena s holubicemi)                                  |                                                                                   | náměstí Svobody 728/1 50°6′4,07″ s. š., 14°23′57,19″ v. d.    | Jiřina Adamcová (1927–2019)                          | 1982      | mozaika, kámen 300×500 cm                | v původní obřadní síni umístěné v levé části přízemí Skleněného paláce                                                                               |
| Lost Navigation                                                       | Kategorie „Lost Navigation (Bubeneč)“ na Wikimedia Commons                        | Vítězné náměstí 820/12 50°6′1,7″ s. š., 14°23′49,3″ v. d.     |                                                      | 2004      | socha                                    | CowParade Praha 2004 |
| Hokejista                                                             | Kategorie „Hokejista (Zdeněk Němeček)“ na Wikimedia Commons                       | Výstaviště 50°6′23,02″ s. š., 14°25′56,15″ v. d.              | Zdeněk Němeček (1931–1989)                           | 1985      | socha, bronz                             | Velká sportovní hala vchod |
| Kašny v areálu PKOJF (†)                                              |                                                                                   | Výstaviště 50°6′18,34″ s. š., 14°25′51,7″ v. d.               | Miroslav Jirava (1931–2002), další autoři            | 1953–1954 | fontána, socha; keramika                 | 12 kruhových fontán podél vstupní cesty před Veletržním palácem s plastikami zvířat, odstraněno, plastiky v lapidáriu                                |
| Kinetická fontána                                                     | Kategorie „Kinetická fontána (Milan Nedvěd)“ na Wikimedia Commons                 | Výstaviště 50°6′31,94″ s. š., 14°25′27,29″ v. d.              | Milan Nedvěd (*1930) arch. B. Votruba                | 1985      | fontána, slitiny železa a neželezné kovy | volný prostor |
| Světlo a stín (†)                                                     |                                                                                   | Výstaviště 50°6′31,59″ s. š., 14°25′47,19″ v. d.              | Jiří Novák (1922–2010)                               | 1958      | mobilní plastika; kov, sklolaminát       | u divadla Spirála |
| Růst                                                                  | Kategorie „Růst (Milan Vácha)“ na Wikimedia Commons                               | Výstaviště 50°6′31,8″ s. š., 14°25′54,83″ v. d.               | Milan Vácha (*1944)                                  | 1978      | architektonický objekt, pískovec         | u plaveckého bazénu |
| Nápisy Zimní stadión a Bufet pro exteriér Sportovní haly (Výstaviště) |                                                                                   | Výstaviště 67 50°6′27,05″ s. š., 14°25′55,68″ v. d.           | Dobroslav Kotek (1923–1995)                          | 1984      | poutač                                   | Malá sportovní hala |
| Dvojskla ve vstupních dveřích Sportovní haly ČSTV (Výstaviště)        |                                                                                   | Za Elektrárnou 419/1 50°6′24,98″ s. š., 14°25′59,31″ v. d.    | Zdeněk a Vladimír Kepkovi M. Homolová                | 1978      | vitráž, sklo                             | Velká sportovní hala |
| Keramický reliéf pro Sportovní halu ČSTV (Výstaviště)                 |                                                                                   | Za Elektrárnou 419/1 50°6′24,98″ s. š., 14°25′59,31″ v. d.    | Marta Taberyová (*1930)                              | 1975      | reliéf, keramika                         | Velká sportovní hala |
| Plastický objekt 315                                                  | Kategorie „Plastický objekt 315 (Karel Kronych)“ na Wikimedia Commons             | Za Elektrárnou 419/1 50°6′23,29″ s. š., 14°26′2,82″ v. d.     | Karel Kronych (*1926)                                | 1980      | architektonický objekt, bronz            | Velká sportovní hala parkoviště |
| Tajná lavička vědění                                                  |                                                                                   | Za elektrárnou 412/3 50°6′27,1″ s. š., 14°26′3,86″ v. d.      | Lea Vivot (*1948)                                    | 1986      | socha, bronz                             | Hotel Expo; umístěno po roce 1989 |